# Municipio de Cass (condado de Muskingum)
El municipio de Cass (en inglés: Cass Township) es un municipio ubicado en el condado de Muskingum en el estado estadounidense de Ohio. En el año 2010 tenía una población de 1600 habitantes y una densidad poblacional de 21,52 personas por km².

## Geografía
El municipio de Cass se encuentra ubicado en las coordenadas 40°7′44″N 82°2′38″O / 40.12889, -82.04389. Según la Oficina del Censo de los Estados Unidos, el municipio tiene una superficie total de 74.34 km², de la cual 73,29 km² corresponden a tierra firme y (1,41 %) 1,05 km² es agua.

## Demografía
Según el censo de 2010, había 1600 personas residiendo en el municipio de Cass. La densidad de población era de 21,52 hab./km². De los 1600 habitantes, el municipio de Cass estaba compuesto por el 96,94 % blancos, el 0,38 % eran afroamericanos, el 0,06 % eran asiáticos y el 2,63 % eran de una mezcla de razas. Del total de la población el 0,63 % eran hispanos o latinos de cualquier raza.